# موسيقي
الموسيقي (بالإنجليزية: Musician)‏ ويعرف أيضاً بالموسيقار هو الشخص الذي يعزف أو يؤلف الموسيقى. الموسيقيون يمكن أن يصنفوا إلى:
- عازف
- مغني
- ملحن